# USS Sheepscot (AOG-24)
USS Sheepscot (AOG-24) – amerykański zbiornikowiec typu Mettawee z okresu II wojny światowej.
Stępkę jednostki, pod nazwą „Androscoggin”, położono 15 grudnia 1943 w stoczni East Coast Shipyard Inc. w Bayonne (stan New Jersey). Zwodowano go 9 kwietnia 1944, matką chrzestną była żona Johna J. Gogana. Jednostka została nabyta przez US Navy 13 czerwca 1944 i weszła do służby 27 czerwca 1944, pierwszym dowódcą został Lt. George A. Wagner, USCGR.
Po krótkim okresie służby na Atlantyku zbiornikowiec został przydzielony na Pacyfik. 
„Sheepscot” wszedł na mieliznę i rozbił się w pobliżu Iwo Jimy 6 czerwca 1945. Został zniszczony w takim stopniu że nie opłacało się go naprawiać. Został skreślony z listy jednostek floty 1 listopada 1945.

## Medale i odznaczenia
Załoga jednostki była uprawnienia do noszenia następujących odznaczeń
- Medal Kampanii Amerykańskiej
- Medal Kampanii Azji-Pacyfiku
- Medal Zwycięstwa w II Wojnie Światowej